# Grangettes (Fryburg)
Grangettes (frp. Grandzètè) – gmina (fr. commune; niem. Gemeinde) w Szwajcarii, w kantonie Fryburg, w okręgu Glâne.

## Demografia
W Grangettes mieszka 218 osób. W 2020 roku 13,8% populacji gminy stanowiły osoby urodzone poza Szwajcarią.